# دوري كرة القدم الإنجليزي 1964–65
دوري كرة القدم الإنجليزي 1964–65 (بالإنجليزية: 1964–65 Football League First Division)‏ هو موسم من دوري كرة القدم الإنجليزي. أقيم خلال الفترة من 22 أغسطس 1964 وحتى 28 أبريل 1965، وفاز فيه مانشستر يونايتد.